# Отамбо, Кристофер
Кристофер Отамбо (англ. Christopher Otambo, 7 февраля 1960) — кенийский хоккеист (хоккей на траве), полевой игрок. Участник летних Олимпийских игр 1984 и 1988 годов.

## Биография
Кристофер Отамбо родился 7 февраля 1960 года.
В 1984 году вошёл в состав сборной Кении по хоккею на траве на летних Олимпийских играх в Лос-Анджелесе, занявшей 9-е место. Играл в поле, провёл 7 матчей, забил 2 мяча (по одному в ворота сборных Канады и Новой Зеландии).
В 1988 году вошёл в состав сборной Кении по хоккею на траве на летних Олимпийских играх в Сеуле, занявшей 12-е место. Играл в поле, провёл 7 матчей, мячей не забивал.